# 大明群英
《大明群英》（英語：Born to Be a King）是香港電視廣播有限公司拍攝製作的劇集，全劇共18集，監製蕭笙。本劇赴珠海取景。

## 劇情
本劇取材自明朝開國皇帝朱元璋立國之事跡。元末，無親無故的朱元璋 ( 任達華 饰) 投靠郭子興的義軍，與子興養女馬秀英 ( 陳敏兒飾 ) 相戀，但亦傾慕子興女兒郭天蘭 (王綺琴飾 )，但天蘭卻只鍾情於野心勃勃的陳友諒( 劉青雲饰 )。元璋迎娶秀英後，仍不忘天蘭。後友諒以毒計陷殺子興父子。元璋矢志復辟，決奪取明教，最終擊敗友諒，並削平群雄，立國為「大明」。
元璋稱帝後納天蘭為妃，並殺害功臣。元璋晚年，正以為其江山穩妥之際，一直處心積累為友諒報復的天蘭，開展其復仇大計.....

## 演員
- 任達華 飾 朱元璋(明太祖)
- 陳敏兒 飾 馬秀英
- 劉青雲 飾 陳友諒
- 王綺琴 飾 郭天蘭
- 歐陽震華 飾 徐達
- 王敏明 飾 白玉屏
- 馬宗德 飾 常遇春
- 廖駿雄 飾 胡大海
- 艾 威 飾 湯和
- 張英才 飾 李善長
- 柳影虹 飾 孫嬋
- 戴志偉 飾 胡惟庸
- 陳中堅 飾 郭子興
- 白文彪 飾 徐壽輝
- 區偉麟 飾 朱棣(明成祖)
- 吳家麗 飾 秦楚楚